# Ushachi
Ushachi (en bielorruso: Ушачы, romanizado: Ušačy; en ruso: Ушачи) es un asentamiento urbano bielorruso perteneciente al óblast de Vítebsk. Situado en el norte del país, Ushachi es la capital del raión homónimo.

## Toponimia
En todos los idiomas de importancia local, el asentamiento se conoce con otros nombres (en polaco: Uszacz; en lituano: Ušačai; en yidis: אושאצ'י‎).

## Geografía
Ushachi se encuentra a 36 km al suroeste de Pólatsk, 101 km al oeste de Vítebsk y 158 km al noreste de Minsk. 

## Historia
Ushachi fue fundada en 1576-1577, ubicada en el voivodato de Pólotsk. A finales del siglo XVIII se encontraba una ciudad noble privada en el voivodato de Pólatsk, lugar de reunión de las asambleas locales del voivodato de Pólatsk que permaneció en la Mancomunidad Polaco-Lituana después de 1773. Después de la segunda partición de Polonia, Ushachi fue incorporada al Imperio ruso.
Ushachi sufrió grandes pérdidas humanas y destrucción durante la invasión napoleónica de Rusia de 1812. El pueblo fue durante algún tiempo el cuartel general del general Wittgenstein, y Napoleón permaneció allí los días 22 y 23 de julio de 1812.
El 25 de marzo de 1918, según la Tercera Carta Constitucional, Ushachi fue declarada parte de la República Popular de Bielorrusia. Durante la guerra civil rusa, la localidad fue ocupada brevemente por tropas polacas en septiembre de 1919, luego fue tomada por el Ejército Rojo y anexada a la República Socialista Federativa Soviética de Rusia. En marzo de 1923, Ushachi fue transferida a la República Socialista Soviética de Bielorrusia y luego, el 17 de julio de 1924, se convirtió en el centro administrativo de un raión. El 27 de septiembre de 1938, el pueblo fue elevado a la categoría de asentamiento de tipo urbana.
Durante la Segunda Guerra Mundial, Ushachi quedó bajo ocupación alemana durante el período del 7 de julio de 1941 al 29 de junio de 1944. Como parte de las políticas de ocupación, se estableció en Ushachi un gueto rodeado por alambre de púas en octubre de 1941. El 12 de enero de 1942, la población judía de Ushachi en el gueto fue sometida a un asesinato en masa. Los asesinatos tuvieron lugar en fosas excavadas cerca del cementerio y preparadas por los residentes locales (aunque algunos judíos dentro del gueto pudieron prender fuego a los confines y escapar). Además, unos días después, los judíos de la cercana ciudad de Kublichi también fueron asesinados en los mismos pozos donde los judíos de Ushachi habían encontrado su destino.En la guerra, los partisanos en la zona consiguieron controlar cierto territorio durante la invasión alemana de otoño de 1942 a 11 de abril de 1944 con capital en Ushachi.

## Demografía
La evolución de la población de Ushachi entre 1897 y 2023 fue la siguiente:
| 1268                                                          | 1239 | 1251 | 2046 | 2302 | 2604 | 3821 | 5827 | 5900 | 5514 | 6047 | 5802 |
| (Fuente: Censos soviéticos y de la Bielorrusia independiente) |      |      |      |      |      |      |      |      |      |      |      |

Según un censo de 1939, los bielorrusos eran el 67,55% de la población; los judíos, el 23,8%; y los rusos, el 6,6%.

## Infraestructura

### Arquitectura, monumentos y lugares de interés
En la localidad se encuentra el museo de la Gloria del Pueblo de Ushachi y la finca-museo de Vasil Bikov. También hay una iglesia católica en Ushachi, de estilo neogótico.

### Transporte
Por Ushachi pasan las carreteras republicanas P29 (Ushachi-Vileika), P113 (Siannó-Beshenkóvichi-Ushachi) y P116 (Ushachi-Lépiel).  

## Galería

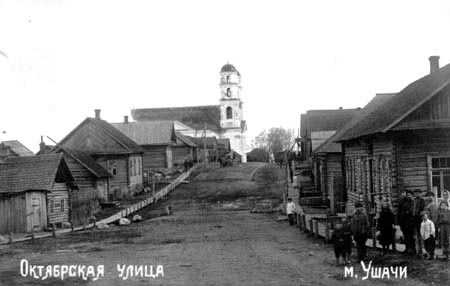
Calle de Ushachi en 1920
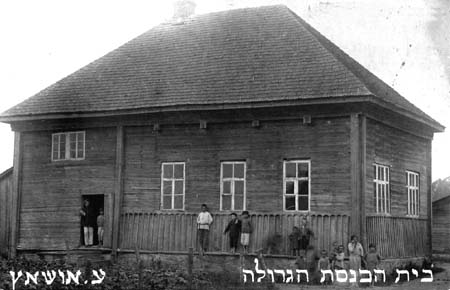
Antigua sinagoga de Ushachi (1920)
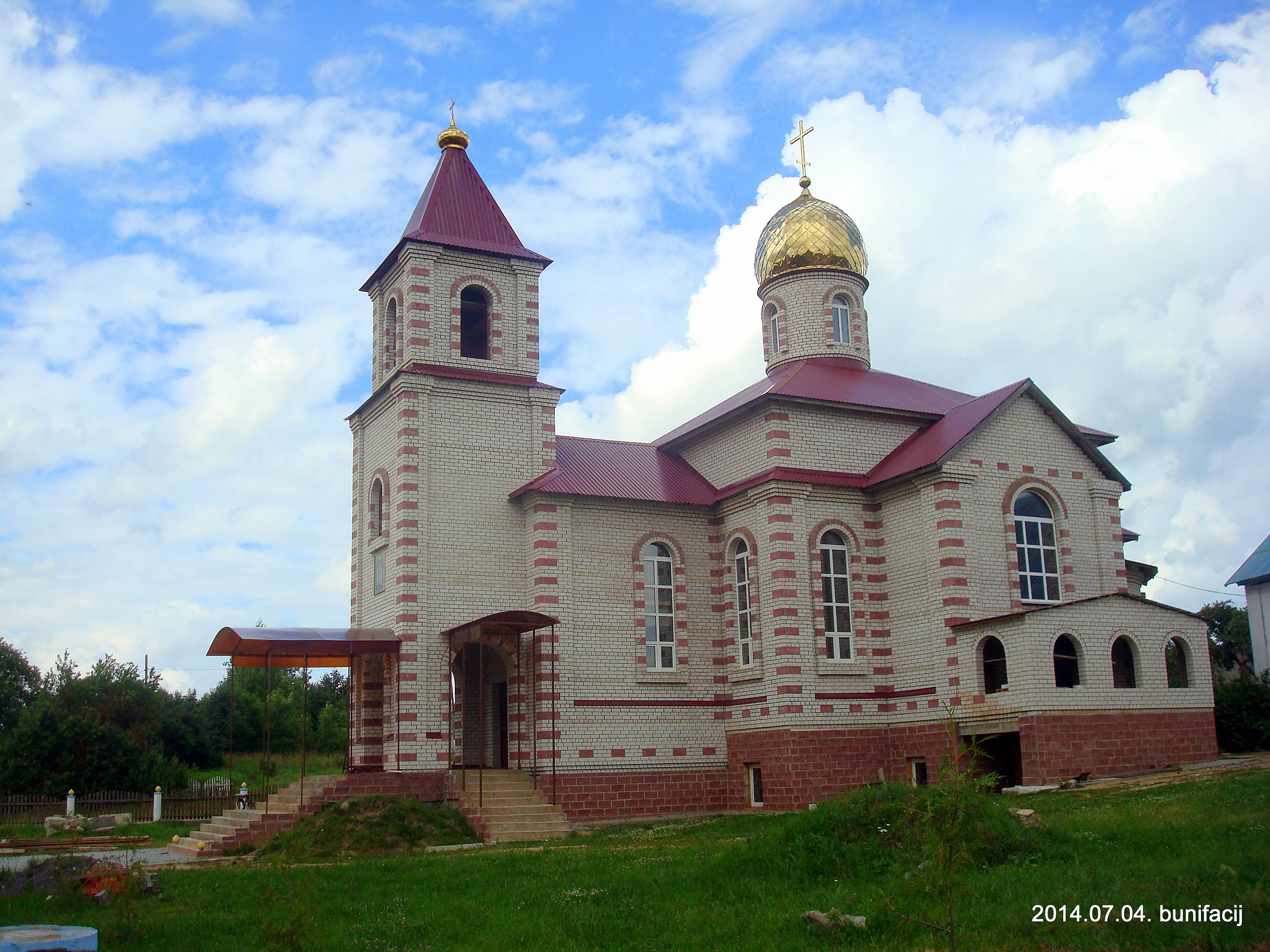
Fachada de la nueva iglesia ortodoxa
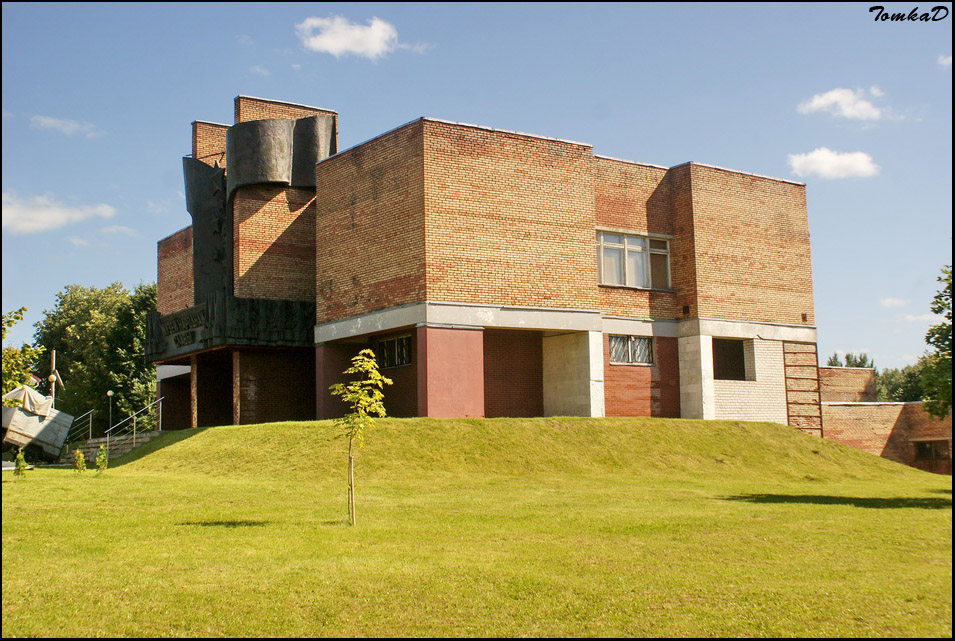
Museo de la Gloria Nacional
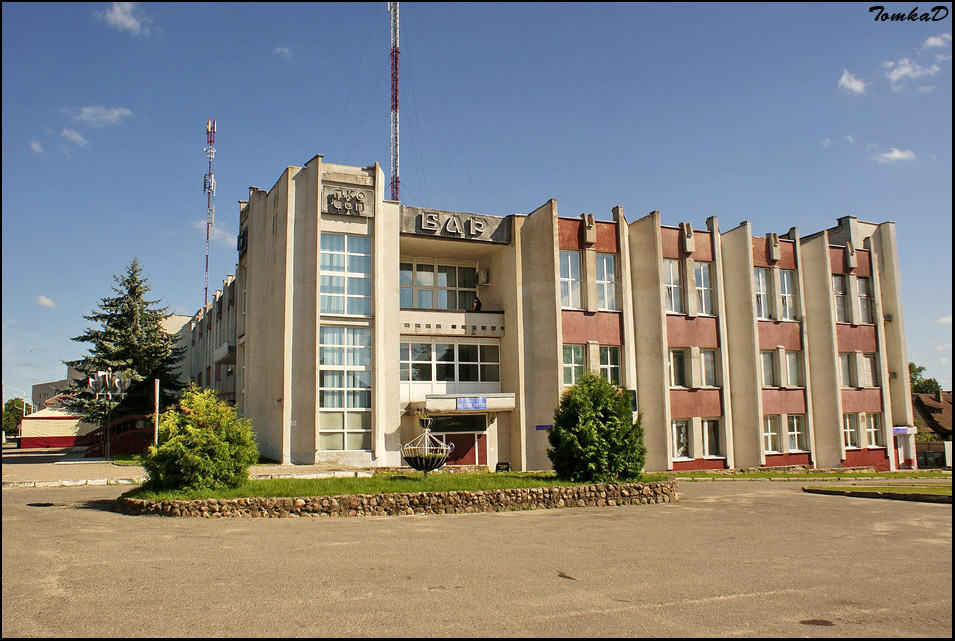
Edificios soviéticos